# 哈桑·图尔克马尼
哈桑·本·阿里·图尔克马尼中将（阿拉伯语：‎）（1935年1月1日—2012年7月18日）是已故叙利亚政治人物、叙利亚陆军军官，曾任叙陆军参谋长、国防部长、武装部队副总司令，已在一起爆炸事件中遇难。

## 早年生活和教育
图尔克马尼于1935年出生在阿勒颇的一个土耳其族逊尼派穆斯林家庭。他于1954年从军校炮兵专业毕业，获陆军中尉军衔并加入叙利亚陆军。

## 职业生涯
图尔克马尼曾指挥一个机械化师参加了1973年第三次中东战争。1978年他晋升少将。他于2002年1月接替阿里·阿斯兰中将，成为叙陆军参谋长。因为他是一名逊尼派穆斯林，他的任命被认为是恢复了叙利亚军事和情报部门宗教多样性的举动，而之前很长一段时期这些部门是由什叶派阿拉维派把持的。
2004年5月12日，巴沙尔·阿萨德总统颁布命令，任命图尔克马尼为新任国防部长兼武装部队副总司令，接替当天退休的穆斯塔法·塔拉斯。他于2009年6月3日卸任，接替他的是原叙陆军参谋长阿里·哈比卜·马哈茂德。同日，巴沙尔总统任命他为部长级别的副总统助理。他还被任命为政府危机处理部门负责人，并被指应对叙利亚的滥用酷刑状况负责。他也是叙副总统法鲁克·沙雷的军事顾问。

## 传闻死亡
2012年5月20日，反政府组织叙利亚自由军的大马士革委员会宣称，该组织的一个营已经成功逮捕了政府危机处理机构、即负责叙政府军日常事务的所有八名成员。自由军还称，他们相信这八人中至少有六人——前国防部长图尔克马尼、现国防部长拉吉哈、现国防部副部长肖卡特、现内政部长沙尔、现国家安全顾问伊赫蒂亚尔和复兴党（叙利亚）地区领导机构副总书记布坦——已经被杀死。不过很快内政部长沙尔和图尔克马尼先后在国家电视台露面粉碎谣言，并称谣言是“彻头彻尾毫无根据”的。

## 身亡
在传闻被暗杀近两个月后，图尔克马尼于2012年7月18日在位于大马士革西北部花园广场的叙利亚国家安全总部大楼发生的自杀式袭击中被炸身亡，当时高官们正在举行会议，同时死亡的还有时任国防部长达乌德·拉吉哈中将和巴沙尔总统的姐夫、国防部副部长阿塞夫·肖卡特中将，其他许多高官（包括被传身亡后证实还活着的内政部长穆罕默德·易卜拉欣·沙尔）则受伤。7月20日在大马士革举行了图尔克马尼、拉吉哈和肖卡特三人的国葬。

## 私人生活
哈桑·图尔克马尼曾著有多部军事专著，他的儿子比拉勒·图尔克马尼（‎）拥有周刊《黑与白》（‎）。